# Zelleromyces glabrellus
Zelleromyces glabrellus är en svampart som först beskrevs av Zeller & C.W. Dodge, och fick sitt nu gällande namn av Singer & A.H. Sm. 1960. Zelleromyces glabrellus ingår i släktet Zelleromyces och familjen kremlor och riskor.   Inga underarter finns listade i Catalogue of Life.